# Platyrhabdus clypeatus
Platyrhabdus clypeatus là một loài tò vò trong họ Ichneumonidae.